# Пір-Дег (Решт)
Пір-Дег (перс. پيرده) — село в Ірані, у дегестані Пір-Базар, в Центральному бахші, шагрестані Решт остану Ґілян. За даними перепису 2006 року, його населення становило 517 осіб, що проживали у складі 131 сім'ї.

## Клімат
Середня річна температура становить 7,93°C, середня максимальна – 24,57°C, а середня мінімальна – -10,53°C. Середня річна кількість опадів – 177 мм.
| Клімат поселення                              | Клімат поселення | Клімат поселення | Клімат поселення | Клімат поселення | Клімат поселення | Клімат поселення | Клімат поселення | Клімат поселення | Клімат поселення | Клімат поселення | Клімат поселення | Клімат поселення | Клімат поселення |
| Показник                                      | Січ.             | Лют.             | Бер.             | Квіт.            | Трав.            | Черв.            | Лип.             | Серп.            | Вер.             | Жовт.            | Лист.            | Груд.            |                  |
| Середній максимум, °C                         | 1,16             | 2,33             | 6,05             | 12,72            | 18,01            | 22,67            | 24,57            | 24,10            | 20,47            | 14,51            | 9,03             | 3,49             |                  |
| Середня температура, °C                       | −4,68            | −3,52            | 0,20             | 6,88             | 12,16            | 16,82            | 19,74            | 19,28            | 15,66            | 9,69             | 4,22             | −1,32            |                  |
| Середній мінімум, °C                          | −10,53           | −9,36            | −5,64            | 1,04             | 6,33             | 10,98            | 14,92            | 14,46            | 10,85            | 4,89             | −0,59            | −6,13            |                  |
| Норма опадів, мм                              | 20               | 23               | 35               | 26               | 23               | 6                | 5                | 2                | 2                | 8                | 11               | 16               |                  |
| Середньомісячна швидкість вітру, м/с          | 1.19             | 1.95             | 2.67             | 2.61             | 2.56             | 2.32             | 2.14             | 1.89             | 1.83             | 1.58             | 1.70             | 1.46             |                  |
| Середньомісячна сонячна радіація, кДж/м²·день | 9505             | 12176            | 14876            | 18343            | 21861            | 25836            | 25687            | 23857            | 20448            | 15379            | 11148            | 8988             |                  |
| --------------------------------------------- | ---------------- | ---------------- | ---------------- | ---------------- | ---------------- | ---------------- | ---------------- | ---------------- | ---------------- | ---------------- | ---------------- | ---------------- | ---------------- |
| Джерело:                                      |                  |                  |                  |                  |                  |                  |                  |                  |                  |                  |                  |                  |                  |